# NK Hrvatski Sokol Bocanjevci
NK Hrvatski sokol je nogometni klub iz Bocanjevaca, naselja u sastavu grada Belišća u Osječko-baranjskoj županiji.
NK Hrvatski sokol je član Nogometnog središta Valpovo te Županijskog nogometnog saveza Osječko-baranjske županije.
U klubu treniraju trenutačno i natječu seniori u sklopu 2. ŽNL Osječko-baranjske Lige NS Valpovo u koju su ušli nakon reorganizacije lige 2022. Klub je osnovan 1956.

## Vanjska poveznice
- Službene stranice grada Belišća